# Eusebio Elizondo
Eusebio Elizondo Almaguer MSpS (ur. 8 sierpnia 1954 w Victoria Tamaulipas w Meksyku) – amerykański duchowny katolicki pochodzenia meksykańskiego, biskup pomocniczy Seattle od 2005.

## Życiorys
Święcenia kapłańskie otrzymał w dniu 18 sierpnia 1984 w zgromadzeniu misjonarzy Ducha Świętego. Po święceniach został proboszczem zakonnej parafii w stolicy Meksyku, a następnie zajmował się formacją nowicjuszy oraz seminarzystów. Od 1998 pracował w zakonnych parafiach w Stanach Zjednoczonych.
12 maja 2005 mianowany biskupem pomocniczym Seattle ze stolicą tytularną Acholla. Sakry udzielił mu abp Alexander Brunett.